# 大名城墙
大名城墙或称大名古城墙，即今大名县城，位于中国河北省大名县，西距邯郸75公里。大名城墙可指大名府故城城墙或明清大名府城墙。大名府故城因洪灾而埋入地下。明代大名府城墙则延续至今，大名古城历史上一直是冀南政治、军事、文化、商贸中心,是研究明代城市布局的模式,为明清城防提供了实物证据,是大名历史变迁的见证。2006年，大名府故城列入第六批全国重点文物保护单位。2008年，大名明清城墙列入河北省文物保护单位。

## 历史

### 北宋大名府故城城墙
大名府故城位于今大名县东北6公里处大街乡。明建文三年（1401年），漳河、卫河发洪水，导致大名府城埋入淤泥之中。

### 明清大名府城墙
根据史书记载载，大名府旧城（大名府故城）被淹后，都指挥使吴宓在艾家口镇北始筑此城（今县城所在地），重建大名府城。当时大名府、元城县、大名县治所均在此（今大名县，包括历史上大名、元城两县）。明永乐九年（1411年），大名县治迁回南乐镇（今旧治），清乾隆二十三年（1758年）迁回，即现存的大名府古城，至今已有600多年历史。
成化八年（1472年），大名知府熊祥主持修建四门城楼。
嘉靖四十四年（1565年），大名知府姚如循将城墙外包砖石。
1945年起，城墙逐渐毁损。至1980年代，仅存四门及部分墙段。1985年，复建北城门城楼。2009年至2013年，当地政府重修城墙。

## 布局
大名城修建其始，城墙为土古垣，周长9里，高3.5丈，为南北迹稍长、东西略短的方形城,四面居中各设一门，以南北大街为中轴,东西大街在十字街交会。南称崇礼门、东为体仁门、北为瑞智门、西为乐义门。四门外均修瓮城。南、北瓮城门向东开，取意“迎喜”，东、西瓮城门向南开，取意“朝阳”。四城门上方均为双层城楼，且均是扭头门城四角有角楼，城上有炮台，并大名古城北门均挖水坑排水，四个主街有下水道与护城河相通。
城外周围挖护城河一道，宽9丈，深4.5丈，连通支漳河和引河，护城河水长流不断，四个瓮城外均修大石桥。明嘉靖四十四年（1565年），知府姚汝循申请国银包修城墙，以石为基，城周围5尺皆以青长方石作基础，上以长方砖垒砌到顶，并将原来门楼、敌台、戌铺、女墙进行维修加固，悉如新制（此城持续到1945年日本投降。1947年大名被中國共產黨攻佔後，为防中國国民党重新占领，城外青砖由群众拆掉）。明清时期，府城不仅是府县官属驻地，而且设过都察院、直隶总督府、兵备道，大名镇总兵署大名道台署等军政机城内先后有元城书院关。
此外，府城在文化设施建设上，亦多记载、城内先后有天雄书院、大名书院、贵乡书院、广晋书院、大名府儒学、府学、县学等文化场所。城内外建有普照寺、临济寺、金佛寺、关帝庙、文庙、真武庙、府和县城隍庙。当时城内主要街道建有牌坊十余座，多为明朝晚期大名籍朝官告老还乡后定居城内而立，较为著名的有黄阁老、成阁老、刘家牌坊等。
大名府城建成后，一直是冀南政治、军事、文化、经济中心，清顺治六年（1649年），设三省总督驻大名，节制直隶、山东、河南三省。顺治十六年（1659年），改直隶为直隶省,直隶第一省会驻该城。城内店铺林立，街道整齐，古城框架保存完整。主要景区有古城楼（含城外的四关城、城楼、马道、马面、城墙及护城河）、古教堂（即天主教堂）、古槐（即明代卧龙槐）、仿古街（即修建北大衡东大街为仿古步行街）。古城城貌雄伟壮观,布局严谨巧妙，可与西安、平遥古城相媲美。

## 保护
大名古城北门及东门现已恢复明代城楼模式，南门和西门暂无城楼，基座保存较好，门洞内路基加高，外门洞距地约4米，大车通行不便。四周城墙在二十世纪七十年代为居民和单位占用，城上多建有房屋,高度尚存4米，护城河上大多盖上水泥板排水，石桥也都改建，改为砖质拱桥，瓮城早已拆除，城内道路格局未变，两侧商铺仅存少许，西街现存刘家花园旧址及明代古槐一株，东街现有省保单位“天主教堂”，城内四角水坑仍旧保留。